# Willie Cobbs
Willie Cobbs est un chanteur-harmoniciste-guitariste de blues américain né à Smale (Arkansas) le 15 juillet 1932 et mort le 25 octobre 2021.